# Bernau im Schwarzwald

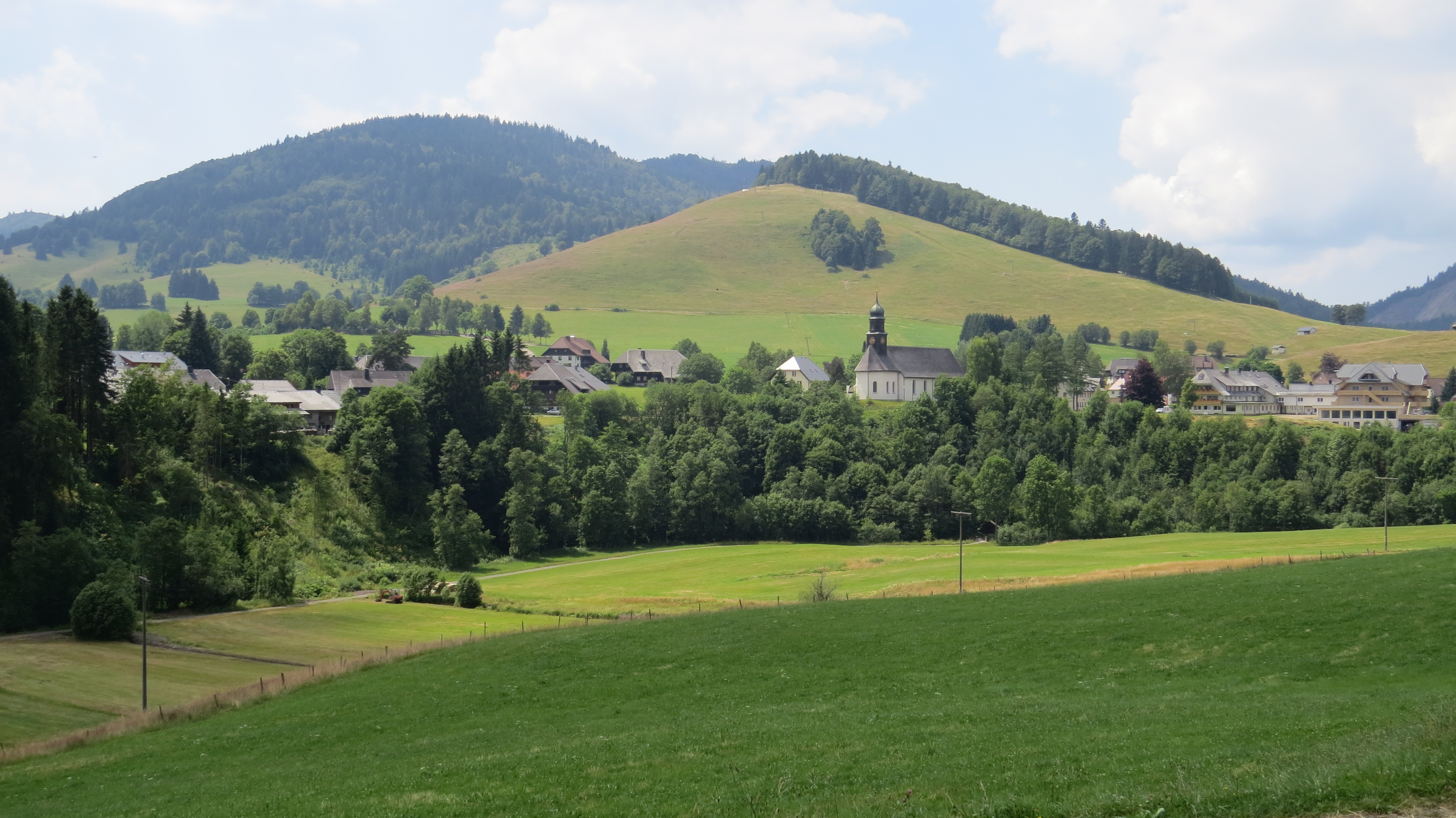
Innerlehen von Osten

Bernau im Schwarzwald ist eine Gemeinde und deren Hauptort im Landkreis Waldshut in Baden-Württemberg und ein staatlich anerkannter Höhenluftkurort. 

## Geographie

### Lage
Bernau liegt in einem Hochtal im Südschwarzwald, südlich vom Feldberg und westlich vom Schluchsee. Das Gemeindegebiet umfasst das Tal der Bernauer Alb, eines Quellbachs der Alb, und erstreckt sich von 800 Meter über NN bis zum 1415 Meter hohen Herzogenhorn.

### Nachbargemeinden
Die Gemeinde grenzt im Norden an die Gemeinde Feldberg, im Osten an Menzenschwand / Stadt St. Blasien, im Süden an Ibach, im Südwesten an Todtmoos und im Westen an Präg und Geschwend / Stadt Todtnau im Landkreis Lörrach.

### Gemeindegliederung
Zur Gemeinde gehören die Gemeindeteile Altenrond, Bernau Dorf mit Goldbach und Poche, Hof, Innerlehen, Riggenbach mit Schwendele, Gaß, Kaiserhaus, Weierle, Oberlehen und Unterlehen.

### Klima
Der Jahresniederschlag beträgt 1919 mm. Der Niederschlag liegt im obersten Prozent der Messstellen des Deutschen Wetterdienstes. Über 99 % zeigen niedrigere Werte an. Der trockenste Monat ist der September; am meisten Niederschlag fällt im Dezember. Im niederschlagreichsten Monat fällt ca. 1,9 mal so viel Regen wie im trockensten Monat. Die jahreszeitlichen Niederschlagschwankungen liegen im oberen Drittel. In über 95 % aller Orte schwankt der monatliche Niederschlag weniger. Auch die Temperaturen sind mit −2,5 °C im Januar und 13,9 °C im Juli recht kühl, und am Morgen werden in Bernau meist tiefere Temperaturen als auf dem Feldberg gemessen. Der Ort zählt zu den schneereichsten des Schwarzwaldes. Hier lag der Schnee im Winter 2006 fast zwei Meter hoch.
| Monatliche Durchschnittstemperaturen und -niederschläge für Bernau (928 m) \| \| Jan \| Feb \| Mär \| Apr \| Mai \| Jun \| Jul \| Aug \| Sep \| Okt \| Nov \| Dez \| \| \| \| Temperatur (°C) \| −2,5 \| −1,5 \| 0,9 \| 4,2 \| 8,8 \| 12,1 \| 13,9 \| 13,2 \| 10,5 \| 6,5 \| 1,7 \| −1,8 \| Ø \| 5,5 \| \| Niederschlag (mm) \| 196 \| 170 \| 155 \| 125 \| 154 \| 157 \| 153 \| 145 \| 110 \| 150 \| 195 \| 208 \| Σ \| 1918 \| |      |      |     |     |     |      |      |      |      |     |     |      |   |      |
| | Jan  | Feb  | Mär | Apr | Mai | Jun  | Jul  | Aug  | Sep  | Okt | Nov | Dez  |   |      |
| Temperatur (°C) | −2,5 | −1,5 | 0,9 | 4,2 | 8,8 | 12,1 | 13,9 | 13,2 | 10,5 | 6,5 | 1,7 | −1,8 | Ø | 5,5  |
| Niederschlag (mm) | 196  | 170  | 155 | 125 | 154 | 157  | 153  | 145  | 110  | 150 | 195 | 208  | Σ | 1918 |

## Geschichte

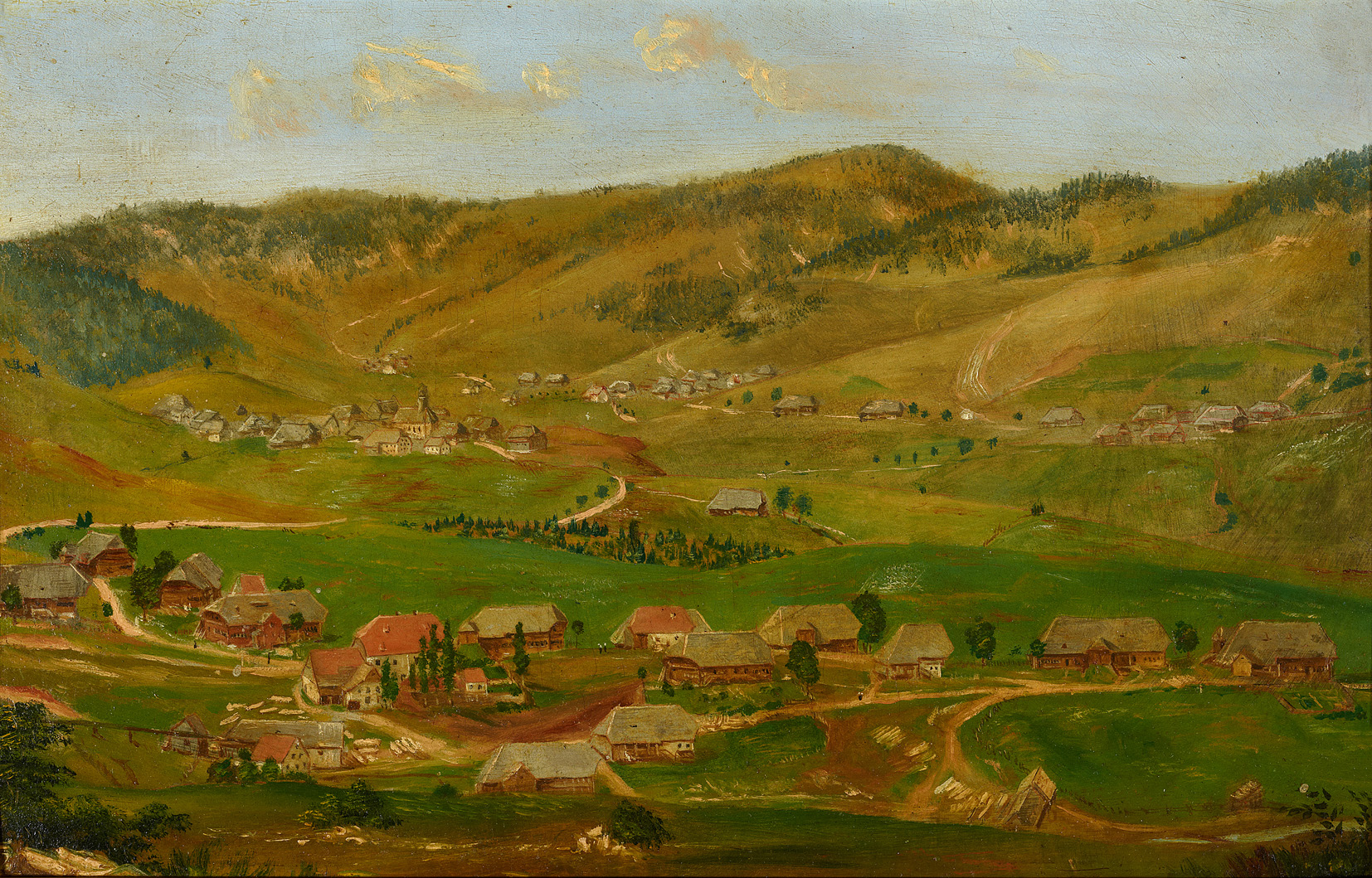
Blick auf Bernau im Jahr 1858 mit waldarmen Höhen, gemalt von Hans Thoma

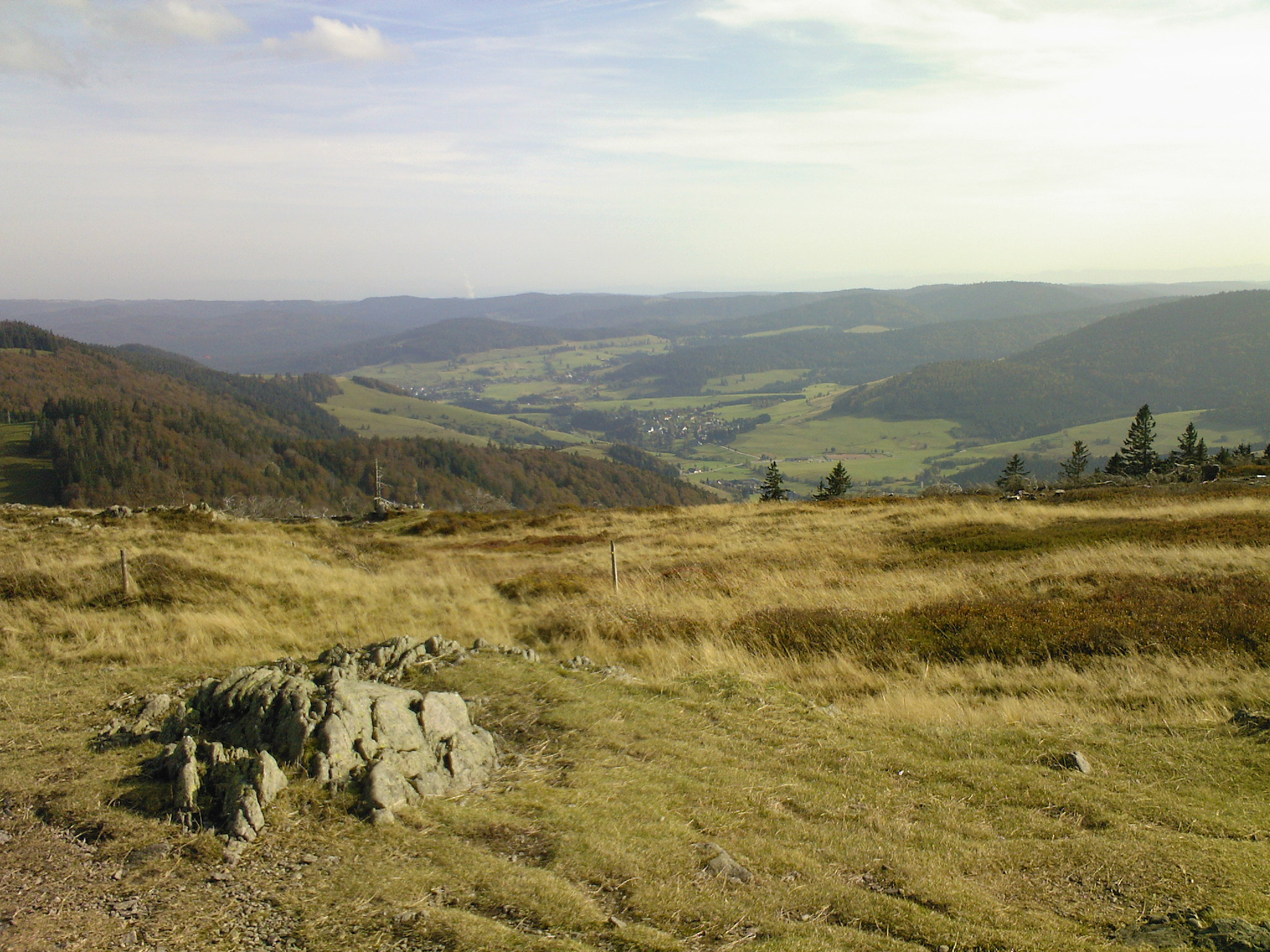
Bernau vom Herzogenhorn aus gesehen

Die Besiedlung des heutigen Gemeindegebiets begann im späten 11. Jahrhundert mit Rodung und Bau von Höfen durch Laienbrüder des Klosters St. Blasien. Die erste urkundliche Erwähnung erfolgte im Jahre 1157 anlässlich der Einweihung einer Kapelle im Ortsteil Hof. Mit der Säkularisation des Klosters St. Blasien 1806 endete die jahrhundertelange Klosterherrschaft und gleichzeitig die Zugehörigkeit zu Vorderösterreich, der Ort kam zum Großherzogtum Baden.
1922 baute die Gemeinde zusammen mit der Holzwarenwerke Präg GmbH in Präg das E-Werk Wacht, welches damals die Holzwerke und alle Einwohner der Gemeinde mit elektrischer Energie versorgte.
1934 wurden vier selbständige Gemeinden des Bernauer Tals, Bernau-Innerlehen (mit Riggenbach und Schwendele), Hof, Bernau-Dorf mit Goldbach und Bernau-Außerlehen (mit Kaiserhaus, Altenrond, Oberlehen, Gaß, Unterlehen und Weierle) zur Gemeinde Bernau vereinigt. Seitdem blieb die Gemeinde im Wesentlichen unverändert, auch über die baden-württembergische Gebietsreform in den 1970er Jahren hinweg. Die Umbenennung in Bernau im Schwarzwald erfolgte am 1. Januar 1999.

## Politik

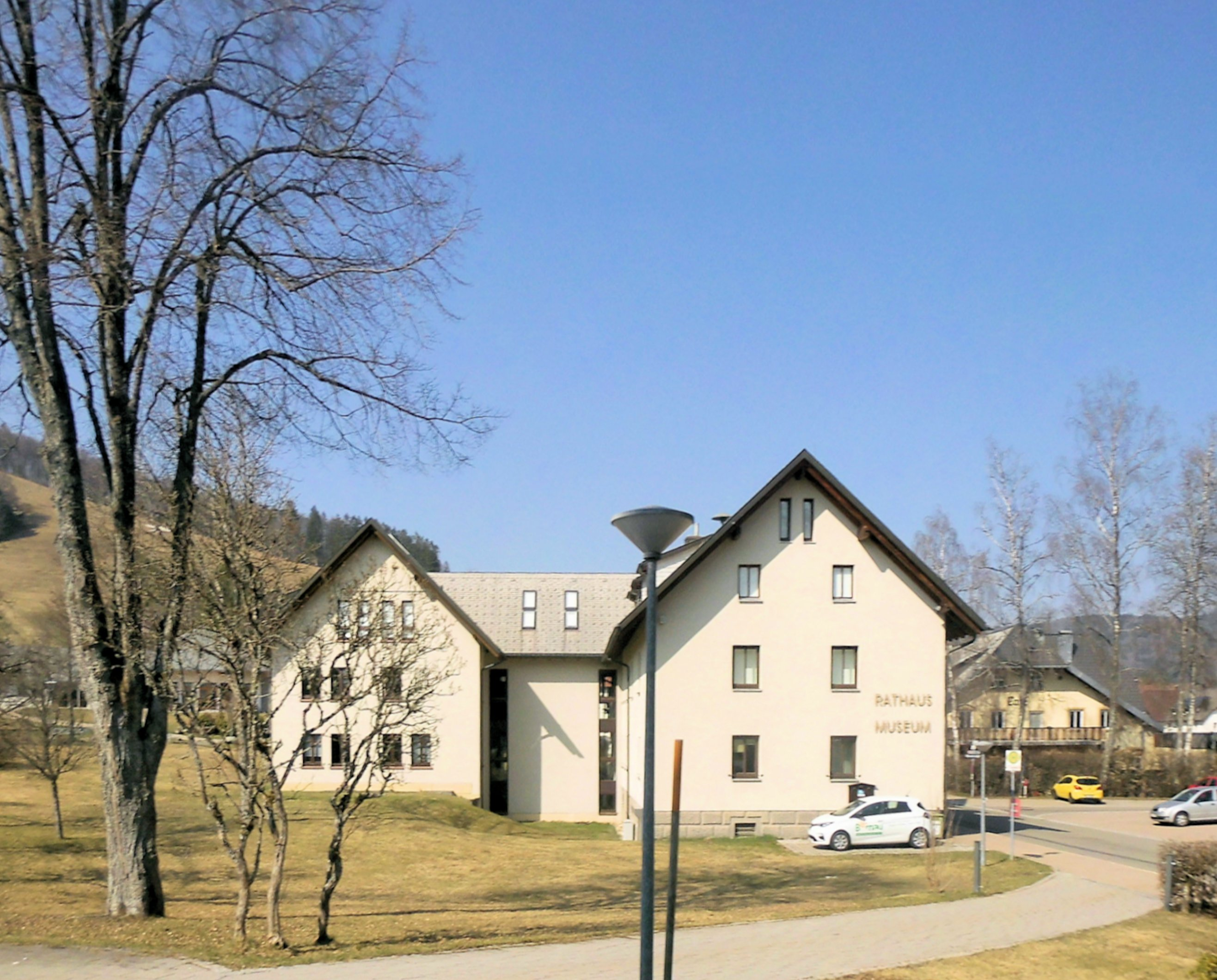
Rathaus und Hans-Thoma-Kunstmuseum

### Gemeinderat
Der Gemeinderat in Bernau besteht aus den 10 gewählten ehrenamtlichen Gemeinderäten und dem Bürgermeister als Vorsitzendem. Der Bürgermeister ist im Gemeinderat stimmberechtigt. Die Kommunalwahl am 9. Juni 2024 brachte folgendes Ergebnis (mit Vergleichszahlen der vorigen Wahl):
| Partei / Liste                               | 2024              |                  | 2019   |
| CDU                                          | 34,65 % – 3 Sitze | 20,2 % – 2 Sitze |        |
| Gemeinsam für Bernau-unabhängige Bürgerliste | 65,35 % – 7 Sitze | 0 % – 0 Sitze    |        |
| Bürger für Bernau                            | 0 % – 0 Sitze     | 40,9 % – 4 Sitze |        |
| Freie Wähler                                 | 0 % – 0 Sitze     | 38,8 % – 4 Sitze |        |
| Wahlbeteiligung                              | 72,25 %           |                  | 71,1 % |

### Bürgermeister
- ???? bis 1986: Albert Schmidt
- 1986 bis 2002: Heinz-Walter Kistler († 2023)
- 2002 bis 2018: Rolf Schmidt
- Seit 2018: Alexander Schönemann

### Wappen
| Wappen der Gemeinde Bernau im Schwarzwald | Blasonierung: „In Gold (Gelb) ein aufgerichteter, rot bewehrter und rot bezungter schwarzer Bär.“ |
| Wappen der Gemeinde Bernau im Schwarzwald | Wappenbegründung: Zur Beglaubigung der Huldigungsliste für Großherzog Karl benutzte die Gemeinde im Jahre 1811 einen Stempel mit der Inschrift VOGTEI BERNAU. Auch später verwendete man bloße Schriftsiegel, bis um 1880 ein nach rechts schreitender Bär Eingang in das Gemeindesiegel fand. Der Vorschlag des Generallandesarchivs, das Wappen in der heute geführten Form anzunehmen, wurde von der Gemeinde 1911 zwar akzeptiert, gleichwohl weiterhin in die Gemeindesiegel ohne Wappenschild ein schreitender Bär gesetzt. Erst 1929 wurde das 1911 bestimmte Wappen auch in die Siegel aufgenommen. Das Wappentier steht redend für den Ortsnamen, obwohl dieser nicht vom Bären, sondern vermutlich von dem Personennamen Bero herzuleiten ist. 1173 wird die zum ältesten Besitz des Klosters St. Blasien gehörende Siedlung in einer päpstlichen Besitzbestätigung erstmals als Bernowa erwähnt. |

## Kultur und Sehenswürdigkeiten

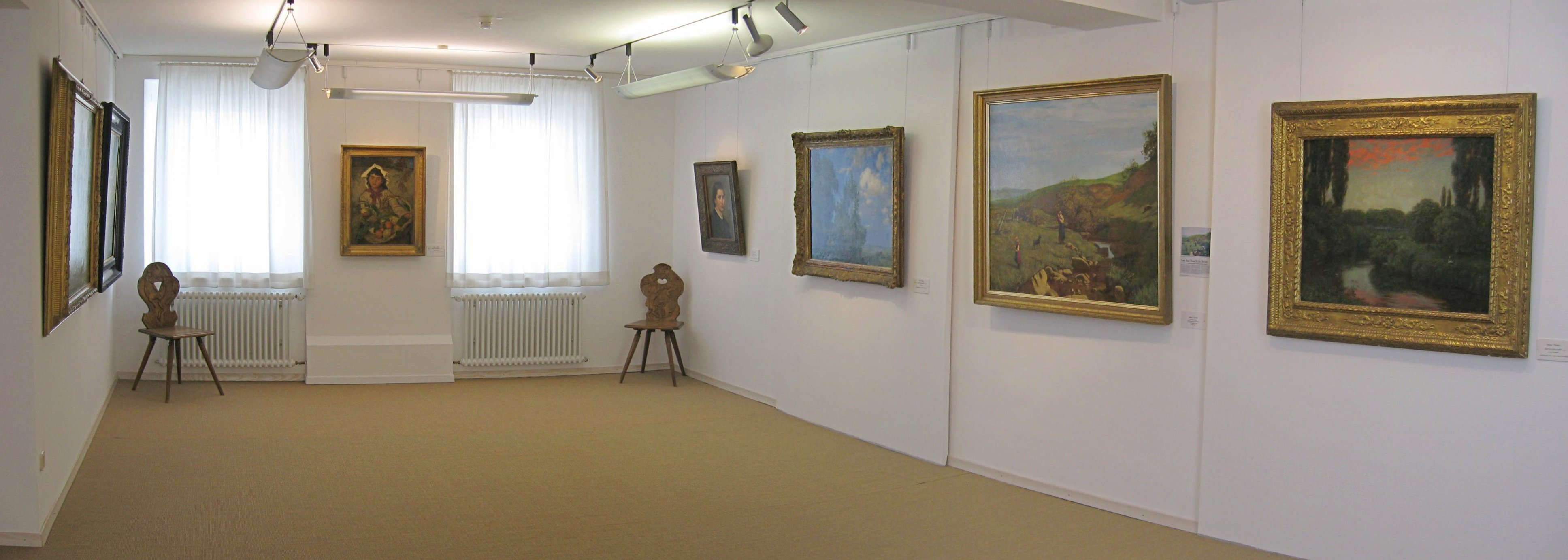
Thoma-Ausstellungsraum

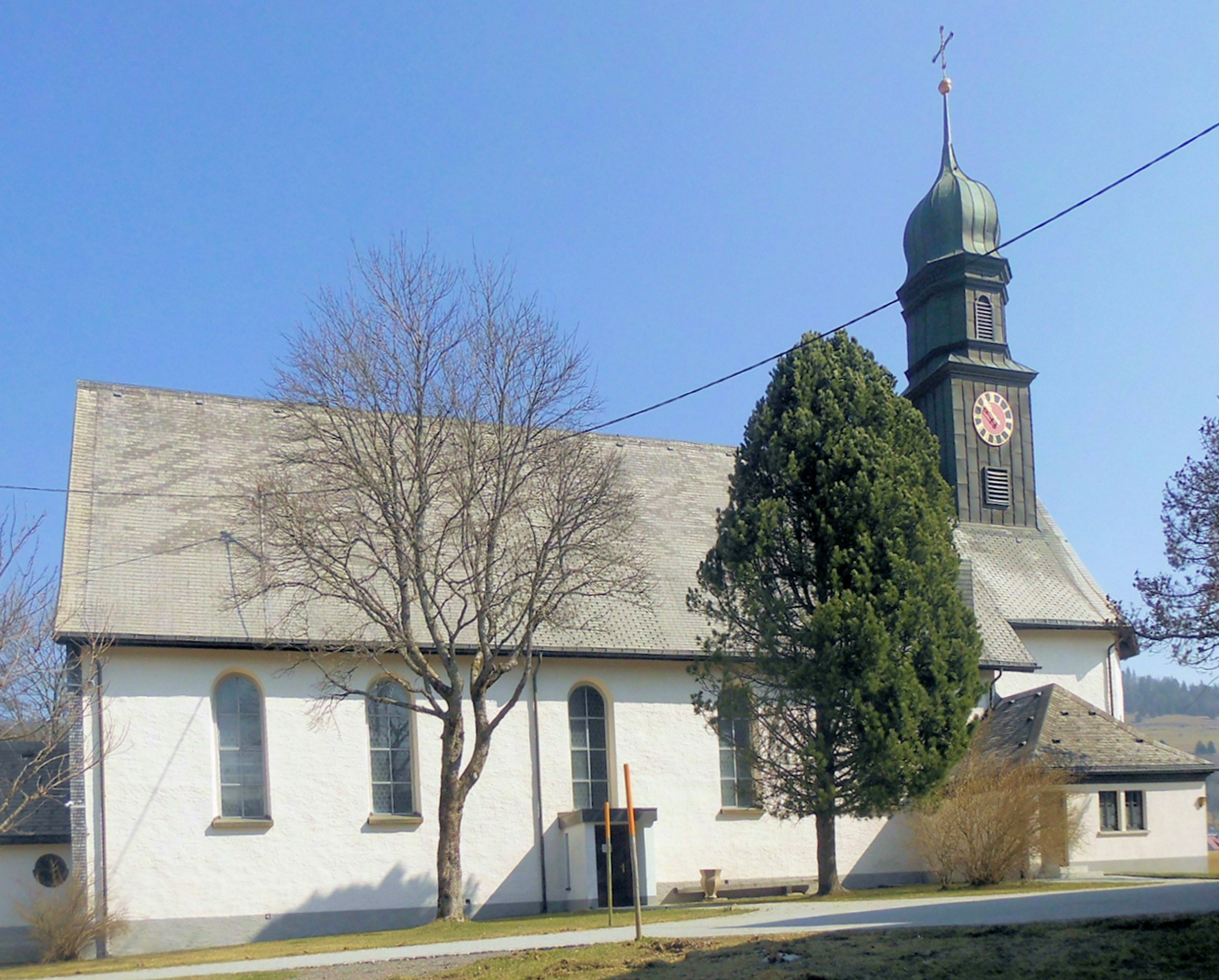
Kirche St. Johann

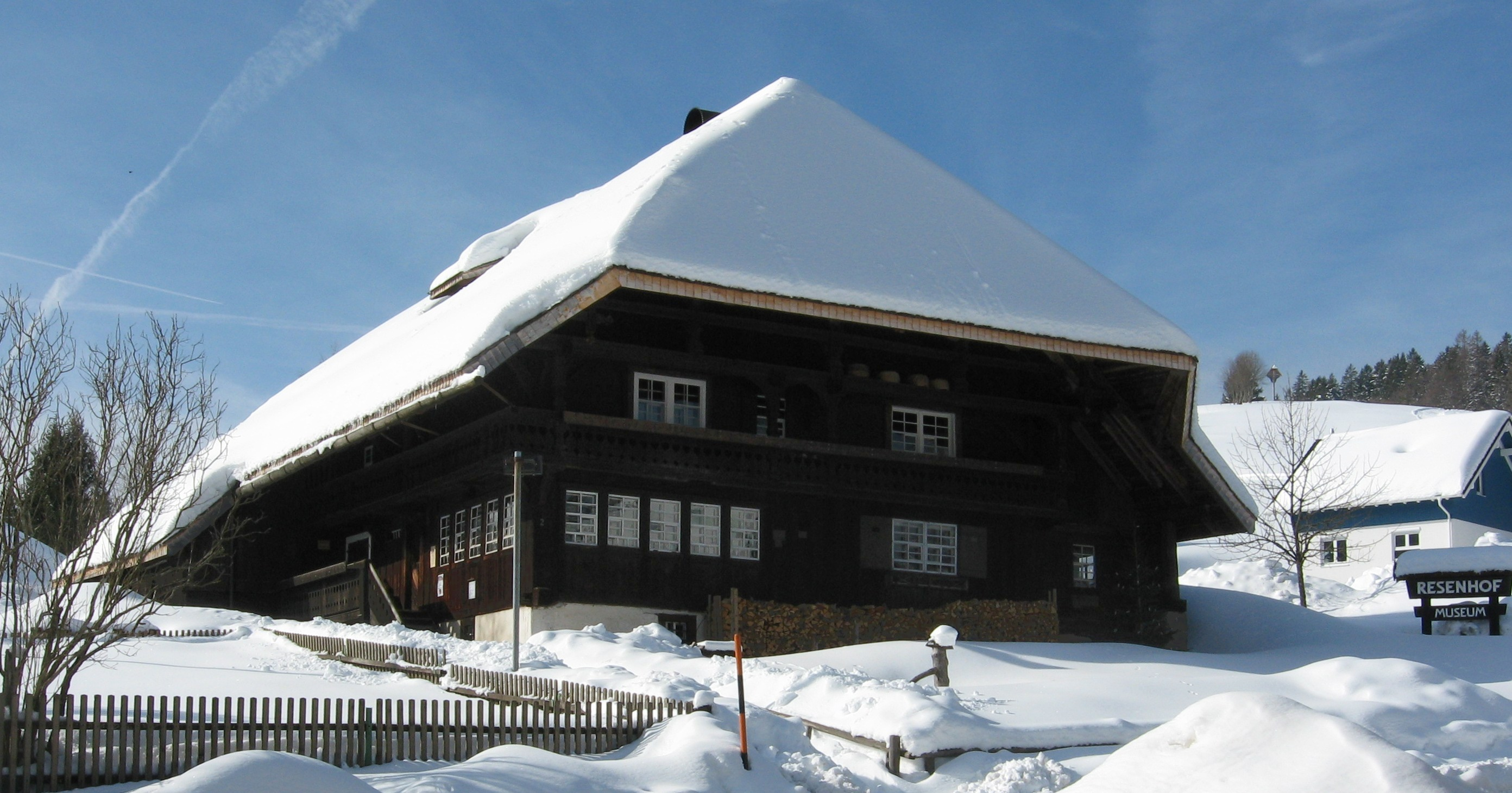
Resenhof

### Museen
- Das Hans-Thoma-Kunstmuseum zeigt Gemälde, Grafiken und andere Arbeiten sowie Dokumente von Hans Thoma. Darüber hinaus präsentiert das Museum Werke des jeweiligen Hans-Thoma-Preisträgers sowie von Karl Hauptmann.
- Das Heimatmuseum Resenhof, eingerichtet in einem 1789 erbauten Hochschwarzwälder Bauernhof, vermittelt einen Einblick in die Lebens- und Arbeitswelt der Menschen im Bernauer Hochtal des 19. Jahrhunderts.

### Sport
Fast 100 Kilometer gut beschilderte Wanderwege erschließen das 900 Meter hoch gelegene und acht Kilometer lange Hochtal für den Wanderer. Den Freunden des Nordic Walking werden speziell ausgewiesene Strecken geboten und Mountainbiker finden Wege nahezu jeglichen Schwierigkeitsgrads. Eine Flugschule bietet Kurse in Paragliding an.
Auch an Wintersportarten ist fast alles möglich, Abfahrt, Slalom, Snowboard, und Rodeln. Vier Skilifte sowie eine Profiskischule des Deutschen Skilehrerverbandes stehen den Freunden der alpinen Sportarten zur Verfügung. Für Langläufer gibt es mehrere gespurte Loipen, je nach Schneelage bis zu 32 Kilometer Länge.
Im Ort existieren der Fußballclub FC Bernau, die Skizunft SZ Bernau und der Tennisclub TC Bernau. Im Winter findet in Bernau regelmäßig das Schlittenhunderennen mit internationaler Beteiligung statt.

### Kulturelle Vereine
Stand Januar 2020
In Bernau sind die Bürger in vielen kulturellen Vereinen organisiert
- Gesangverein „Liederkranz Bernau“ (seit 1863) mit ca. 15 Sängern
- Gospelchor „Stimmen –Los!“ (seit 1999) mit ca. 30 Sängern
- Guggenmusik „Gugge-Dubel“ (seit 1986) mit ca. 70 Mitgliedern
- Kinder- u. Jugendtrachtengruppe
- Kirchenchor (seit 1838) mit ca. 40 Sängern
- Laienspielgruppe „Hans-Thoma-Bühne“ (seit 1970)[7]
- Musikverein Bernau (seit 1864) mit ca. 70 Musikern
- Musikverein Bernau Außertal (seit 1906) mit ca. 60 Musikern
- Narrenzunft „Der Schniidesl“ (seit 1965)[8]
- Trachtengruppe mit ca. 20 Tänzern

## Wirtschaft und Infrastruktur
Traditionell lebten die Bernauer von der Land- und Forstwirtschaft und Holzverarbeitung. Besonders die Holzschnitzerei hat eine lange Tradition. Hergestellt wurden hauptsächlich in den Wintermonaten zunächst Gebrauchsgegenstände wie Kochlöffel, Holzgefäße, Spankörbe und -schachteln. Später kamen Holzspielzeug und auch kunstgewerbliche Gegenstände hinzu. Es gab und gibt jedoch auch einige Holz-Drechsler im Bernauer Tal. So waren es 1940 ca. sieben Drechsler und heute (2020) sind es noch zwei Drechslereien. Diese fertigen einzelne Gegenstände (Dosen, Kerzen-/Lampenständer, ...) in Handarbeit an. Es werden aber auch Möbelteile (Tischbeine, Geländer-Sprossen,...) in industrieller Produktion hergestellt.
Die teilweise extremen und erosionsgefährdeten Hanglagen machten die Landwirtschaft schwierig, wenig ertragreich und praktisch nicht mechanisierbar. So setzte schon früh, in den 1930er Jahren, der Strukturwandel ein, der sich nach dem Zweiten Weltkrieg verstärkt fortsetzte – weg von der Landwirtschaft und hin zum Fremdenverkehr. Die bis zum Jahr 2010 schneesichere Lage des Südschwarzwalds erlaubte eine fast ganzjährige Tourismussaison. 1960 wurde der erste Skilift in Betrieb genommen, heute (2020) gibt es noch fünf Lifte in zwei Skigebieten.

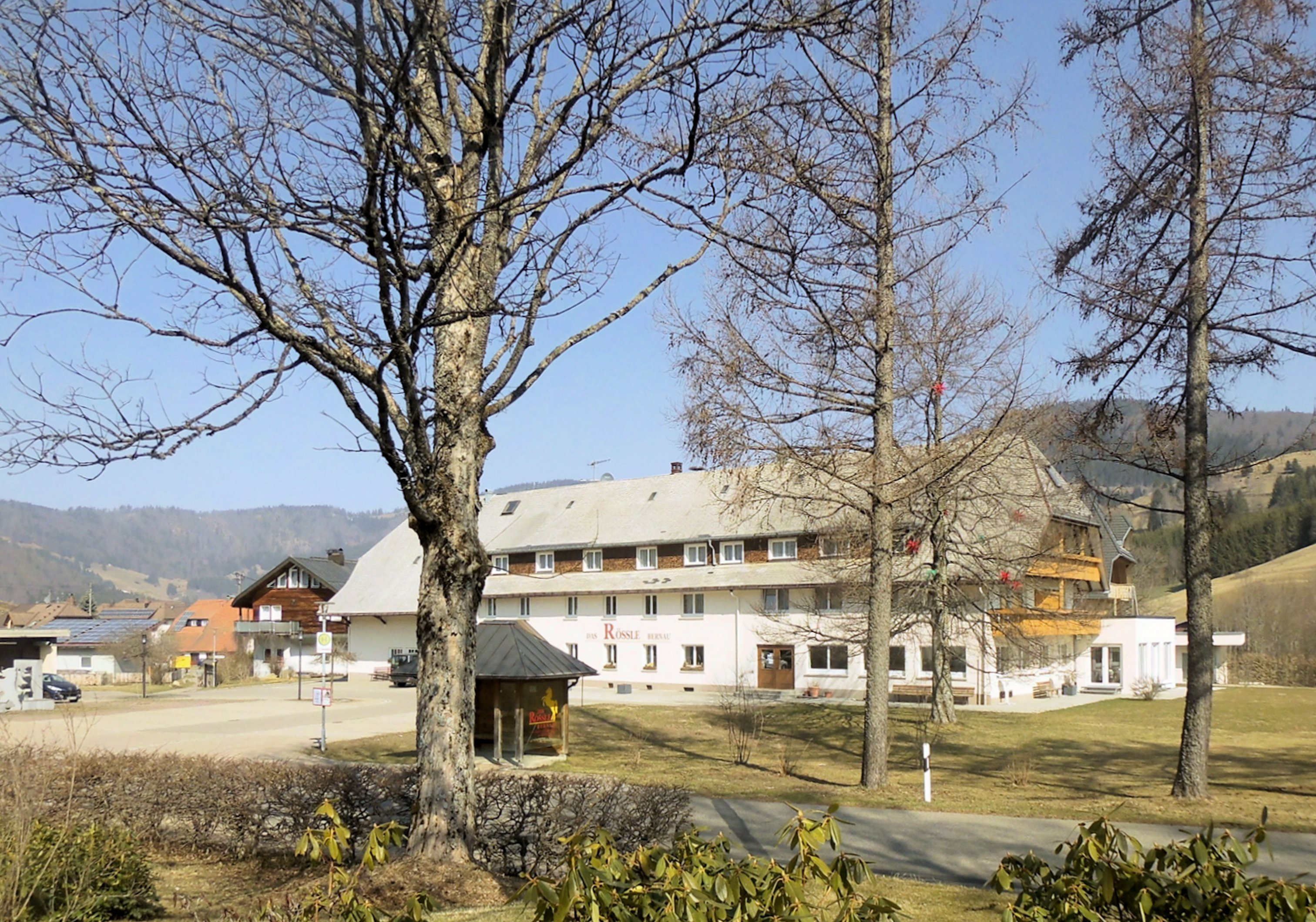
Hotel Gasthaus Rössle
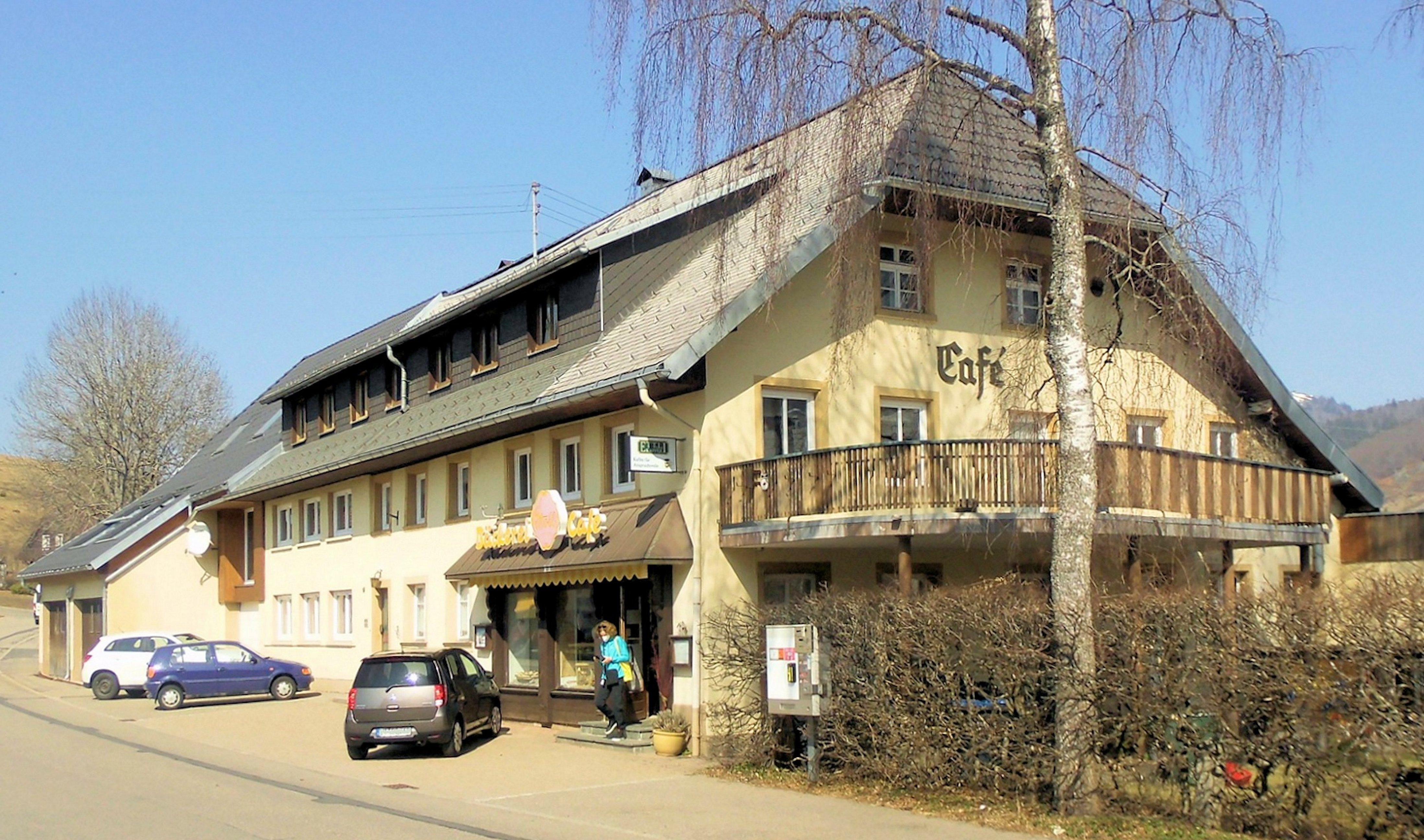
Bäckerei und Café Stoll

## Persönlichkeiten
- Hans Thoma (1839–1924), Maler und Grafiker, wurde in Oberlehen geboren, wuchs dort auf und wurde 1909 zum Ehrenbürger von Bernau ernannt.
- Ernst Köpfer (1878–1954), Skipionier und Gründer des Unternehmens Karl Köpfer Söhne[10]